# Bottiglie rotte (Mostro)
Bottiglie rotte è un singolo del rapper italiano Mostro, pubblicato il 18 novembre 2022 come secondo estratto dal terzo mixtape The Illest Vol. 3.
Il brano ha visto la partecipazione dei rapper italiani Emis Killa e Gemitaiz.

## Tracce
1. Bottiglie rotte (feat. Emis Killa e Gemitaiz) – 2:37